# Affaire Jacques Heusèle
Jacques Heusèle est un assureur originaire d'Arras retrouvé mort en janvier 2009 dans la Sambre à Montigny-le-Tilleul, non loin de Charleroi en Belgique . 

## Les faits, l'enquête
Le 25 janvier 2009, un corps est repéré par des bateliers dans le gouvernail d'une péniche dans la Sambre en Belgique,. Il s'agit de Jacques Heusèle, 59 ans, qui exerce la profession d'assureur et réside à Arras. Il est déclaré disparu depuis le 17 novembre 2008 par les membres de sa famille, inquiets de ne pas le voir rentrer du travail le soir. Sa voiture est retrouvée à 35 km de là, en Belgique, à Erquelinnes, ce qui laisserait à penser que le corps aurait dérivé pendant plus de 40 km et passé pas moins de huit écluses. Le corps est lesté d'un haltère de 5 kilos que l'on retrouve dans le sac à dos de la victime,.
La montre retrouvée au poignet de Jacques Heusèle qui n'est pas étanche, indique le 21 (novembre), à 1h30, soit quatre jours après sa disparition,.
Le médecin légiste belge sur place conclut à un suicide par noyade et l'affaire est classée par la justice belge sans qu'une autopsie ne soit réalisée.

## Enquête de la famille et procédures judiciaires
Dans les affaires personnelles remises à la famille de la victime se trouvent entre autres un carnet manuscrit dont la page du jour de sa disparition est arrachée et présentant de nombreux messages avec des prénoms féminins, des âges (en deçà de 18), des messages incompréhensibles (les mots haltère, médailles et jeux olympiques sont présents de nombreuses fois) et des annotations à caractère sexuel laissant penser à une participation à des soirées sadomasochistes. La famille retrouvera d'autres carnets, plus de trente, dans le bureau de Jacques Heusèle sur une période de plus de 20 ans,,.
La double vie de Jacques Heusèle est vite découverte par la famille qui apprend qu'il était fortement endetté, détournait de l'argent à travers son agence d'assurances et des placements réalisés par sa famille proche,,. De nombreux éléments apportent du crédit au fait que Jacques Heusèle menait une double vie ; il avait notamment créé une boîte postale pour qu'aucun courrier n'arrive à son domicile, mis en place une ligne téléphonique secrète dont lui seul connaissait le numéro et réalisé de nombreux virements sur des comptes non identifiés,. Malgré le fort endettement de Jacques Heusèle, celui-ci était propriétaire des murs de son agence et la vente de ceux-ci lui auraient permis de renflouer ses dettes. Partant de ces nombreux éléments et zones d'ombre, la veuve de Jacques Heusèle et ses deux enfants sont persuadés que l'assureur ne s'est pas suicidé mais a été assassiné en raison de sa participation à un réseau de proxénétisme voire pédocriminel,,,.
En 2010, la famille obtient l'ouverture d'une information judiciaire pour « chantage », « vol » et « assassinat ».  
Une autopsie demandée en 2011 remet en cause la thèse du suicide par noyade,,,. 
Après plusieurs années d'enquête, en 2016, le parquet de Béthune rend un réquisitoire de non-lieu. 

## Liens avec Marc Dutroux
Jean-Pierre Adam, un ancien policier à la retraite qui a enquêté sur Marc Dutroux, et un ancien procureur du Roi de Neufchâteau de 1984 à 2007, Michel Bourlet avancent la possibilité que les deux hommes aient pu se connaitre ou du moins évoluer dans les mêmes cercles,, sans toutefois apporter de preuves. La ville de Jeumont revient régulièrement dans les deux affaires : Jacques Heusèle en est originaire, ses parents y avaient une pharmacie et son frère Christian y habite toujours. Marc Dutroux se rendait également souvent à Jeumont. Les deux hommes pensent que Jacques Heusèle aurait pu fréquenter tout comme Marc Dutroux, le Carré Blanc, un club que les enquêteurs avaient identifié pendant leur enquête comme lieu de sévices sur des filles mineures,.

### Documentaires télévisés
- « Affaire Jacques Heusèle » le 2 février 2014 dans Non élucidé sur France 2.